# 율리우스 블뤼트너
율리우스 페르디난트 블뤼트너(독일어: Julius Ferdinand Blüthner, 1824년 3월 11일~1910년 4월 13일)는 독일의 피아노 제작자이자 피아노 제조업체 블뤼트너의 창립자이다.

## 생애
블뤼트너는 1824년 튀링겐주의 Falkenhain(현재 모이젤비츠)에서 태어났다. 1853년에 그는 독일 라이프치히에 자신의 이름을 내 건 피아노 제조 회사 블뤼트너를 설립했다. 블뤼트너 피아노는 초창기부터 전시회, 음악원, 콘서트 무대에서 많은 성공을 거두었다. 블뤼트너는 추가적인 발명과 혁신을 통해 반복 동작에 대한 특허를 받았고, 1873년에는 기본현 외에 옥타브 위의 공명현이 당겨져 있어서 공명진동을 하며, 풍부한 음량과 음색을 내는 알리쿼트 플뤼겔(Aliquotflügel) 특허를 받았다. 그는 1910년 86세의 나이로 라이프치히에서 사망했다.